# Toronto Raptors 2015-2016
La stagione 2015-16 dei Toronto Raptors fu la 21ª nella NBA per la franchigia.
I Toronto Raptors vinsero l'Atlantic Division della Eastern Conference con un record di 56-26. Nei play-off vinsero il primo turno con gli Indiana Pacers (4-3), la semifinale di conference con i Miami Heat (4-3), perdendo poi la finale di conference con i Cleveland Cavaliers (4-2).

## Roster
| N° | Naz.                    | Ruolo | Sportivo          |      | Alt. |     |
| -- | ----------------------- | ----- | ----------------- | ---- | ---- | --- |
| 1  | Stati Uniti (bandiera)  | C     | Jason Thompson    | 1986 | 211  | 113 |
| 3  | Stati Uniti (bandiera)  | A     | James Johnson     | 1987 | 206  | 112 |
| 4  | Argentina (bandiera)    | A     | Luis Scola        | 1980 | 206  | 109 |
| 5  | Stati Uniti (bandiera)  | A     | DeMarre Carroll   | 1986 | 203  | 96  |
| 6  | Canada (bandiera)       | G     | Cory Joseph       | 1991 | 191  | 86  |
| 7  | Stati Uniti (bandiera)  | G     | Kyle Lowry        | 1986 | 183  | 79  |
| 8  | RD del Congo (bandiera) | C     | Bismack Biyombo   | 1992 | 206  | 111 |
| 10 | Stati Uniti (bandiera)  | G     | DeMar DeRozan     | 1989 | 201  | 100 |
| 15 | Canada (bandiera)       | A     | Anthony Bennett   | 1993 | 203  | 111 |
| 17 | Lituania (bandiera)     | C     | Jonas Valančiūnas | 1992 | 211  | 105 |
| 20 | Brasile (bandiera)      | A     | Bruno Caboclo     | 1995 | 206  | 91  |
| 24 | Stati Uniti (bandiera)  | G     | Norman Powell     | 1993 | 193  | 98  |
| 31 | Stati Uniti (bandiera)  | G     | Terrence Ross     | 1991 | 198  | 88  |
| 54 | Stati Uniti (bandiera)  | A     | Patrick Patterson | 1989 | 206  | 107 |
| 55 | Stati Uniti (bandiera)  | G     | Delon Wright      | 1992 | 196  | 86  |
| 92 | Brasile (bandiera)      | C     | Lucas Nogueira    | 1992 | 213  | 100 |

## Staff tecnico
- Allenatore: Dwane Casey
- Vice-allenatori: Rex Kalamian, Andy Greer, Nick Nurse, Jerry Stackhouse, Jama Mahlalela, Jamaal Magloire, Alex McKechnie
- Preparatore atletico: Scott McCullough